# Козуэй (Манстер)
Козуэй (англ. Causeway; ирл. An Tóchar) — деревня в Ирландии, находится в графстве Керри (провинция Манстер).

## Демография
Население — 211 человек (по переписи 2006 года). В 2002 году население составляло 251 человек. 
Данные переписи 2006 года:
| Общие демографические показатели |               |                               |                               |      |      |
| Всё население                    | Всё население | Изменения населения 2002—2006 | Изменения населения 2002—2006 | 2006 | 2006 |
| 2002                             | 2006          | чел.                          | %                             | муж. | жен. |
| 251                              | 211           | -40                           | -15,9                         | 105  | 106  |